# Diphyus quinquecinctus
Diphyus quinquecinctus är en stekelart som först beskrevs av Joseph Kriechbaumer 1882.  Diphyus quinquecinctus ingår i släktet Diphyus och familjen brokparasitsteklar. Utöver nominatformen finns också underarten D. q. transbaicalicus.